# Ellen-Key-Schule
Die Ellen-Key-Schule (vormals: 5. Polytechnische Oberschule Oleg Koschewoi, benannt nach dem Helden des Romans Junge Garde des sowjetischen Schriftstellers Alexander Alexandrowitsch Fadejew) ist eine öffentliche Integrierte Sekundarschule mit gymnasialer Oberstufe im Berliner Ortsteil Friedrichshain in der Rüdersdorfer Straße 20.

## Gebäude

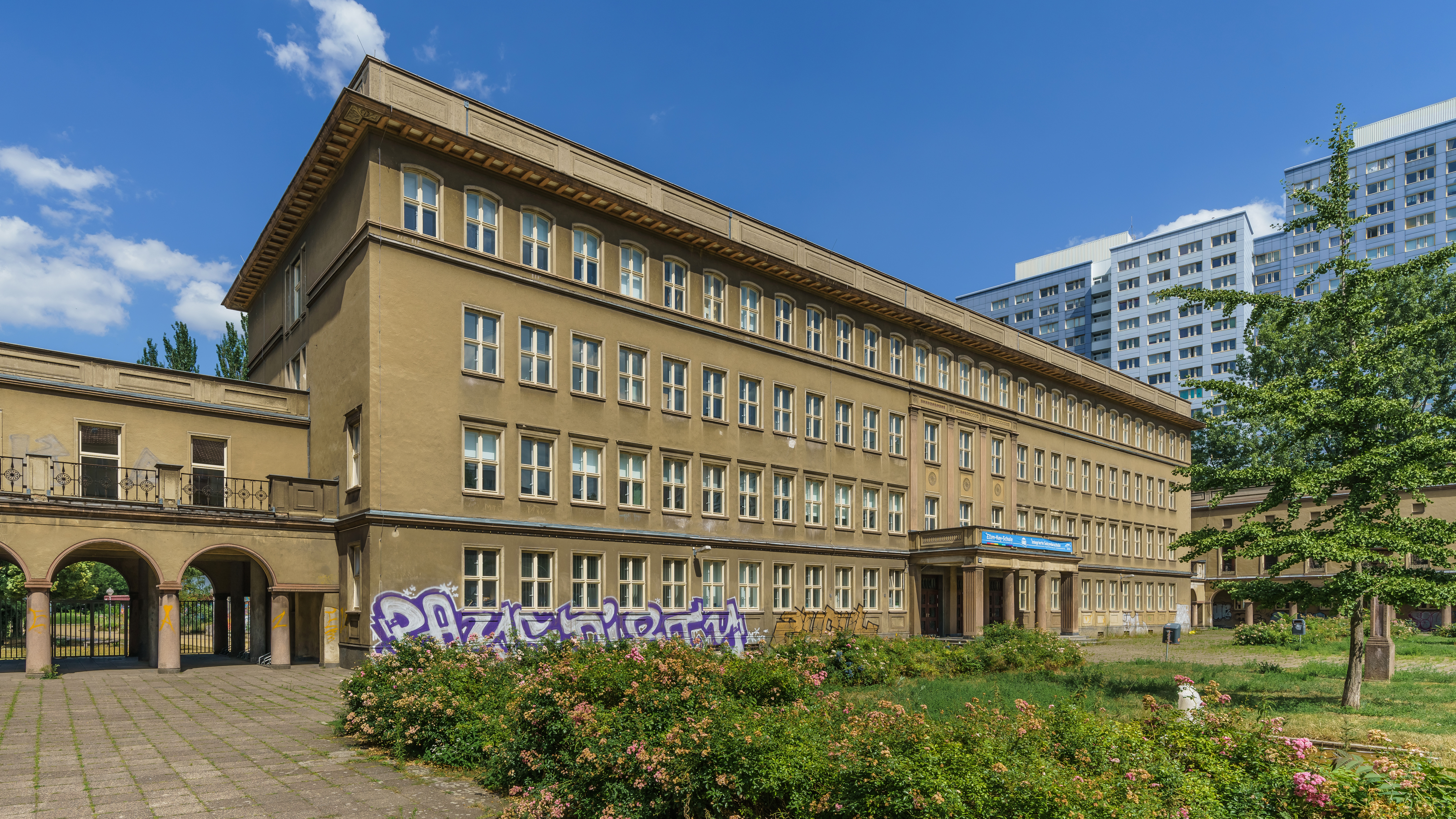
Gebäude der Ellen-Key-Schule, Sommer 2019

Der Schulkomplex wurde von 1953 bis 1954 errichtet und von dem Architekten Anton Gerber im Stil der Architektur der nationalen Traditionen gestaltet. Anton Gerber wurde von Hermann Henselmann aus West-Berlin angeworben. Da in der DDR ein Mangel an Architekten und Ingenieuren bestand, wurden auch Architekten, die an Bauwerken aus der Zeit des Nationalsozialismus mitgewirkt hatten, angeworben. Gerber hatte als Architekt an Hermann Görings Carinhall mitgebaut.
Das Gebäude besteht aus einer neoklassizistischen Dreiflügelanlage mit einem Vorplatz. Der Mittelteil des Gebäudes ist viergeschossig und durch offene Säulenhallen mit den zweigeschossigen Flügeln verbunden. Der Eingang ist repräsentativ gestaltet mit einem Portalbalkon, der auf Säulen und Pfeilern ruht. Die Aula wurde inzwischen saniert. Der Komplex stellt ein herausragendes Beispiel der Baukultur in der Frühzeit der DDR dar und steht heute unter Denkmalschutz.
1998 bekam die Schule eine 4 m hohe Skulpturenwand.
Die Schule ist heute mit modernen naturwissenschaftlichen Fachräumen und Computerräumen ausgestattet.

## Geschichte
Die Schule wurde 1953 als Polytechnische Oberschule mit 10 Klassen eröffnet. Am 18. Oktober 1967 wurde die Schule nach Oleg Koschewoi (1926–1943) benannt, einem jungen sowjetischen Partisanen und Mitglied der sowjetischen Jugendorganisation Komsomol, der mit Freunden einen Aufstand gegen die Wehrmacht in der Stadt Krasnodon leitete und mit 16 Jahren von den deutschen Invasoren hingerichtet wurde. Koschewoi war die Hauptfigur in Alexander Fadejews Roman Die junge Garde (Молодая гвардия), der in der DDR zur Schullektüre zählte.
Im Frühjahr 1974 richteten die Jung- und Thälmannpioniere der Schule gemeinsam mit der Pionierfreundschaft „Oleg Koschewoi“ der 681. Oberschule Moskaus einen Aufruf an alle Schüler der sozialistischen Staatengemeinschaft, den 30. Jahrestag der Befreiung vom Hitlerfaschismus (9. Mai) würdig vorzubereiten.
1991 wurde die Schule in die 2. Gesamtschule Friedrichshain umgewandelt, 1993 wurde die gymnasiale Oberstufe der 1. Gesamtschule Friedrichshain als Filiale angegliedert. Seit 1995 werden lernbehinderte Schüler integriert. Mit dem Sommer 1997 wurde das Gebäude der Schule für Sprachbehinderte zugeordnet und die Sekundarstufen I und II können fortan an einem Standort unterrichtet werden.
Am 8. Mai 1998, wurde die Schule nach Ellen Key, einer schwedischen Reformpädagogin und Frauenrechtlerin, umbenannt. Im Jahr 2000 wurden erstmals die Kooperation mit der Wirtschaft sowie die Berufsorientierung im Schulprofil festgeschrieben.
Seit dem Schuljahr 2010/2011 ist die Ellen-Key-Schule eine Integrierte Sekundarschule mit gymnasialer Oberstufe.
Im Sommer 2011 war die Abitur-Abschlussfeier von einem Betrugsskandal betroffen. Dussmann und 1. FC Union Berlin halfen aus.

## Schulprofil
Die je nach Schülerzahl vier- bis sechszügige Schule hat sich ein Zitat von Ellen Key als Motto gesetzt:

„Die Zeit ruft nach Persönlichkeiten, aber sie wird vergebens rufen, bis wir die Kinder als Persönlichkeiten leben und lernen lassen.“

Die Sekundarschule möchte „umfassend und frühzeitig'“auf Beruf und Studium vorbereiten. Sie arbeitet nach dem Prinzip: Ich fordere dich, weil ich dich achte. Fremdsprachen und Berufsorientierung werden eng verknüpft.
Die Ellen-Key-Schule wirkt mit im Campus Eastside. Im Frühjahr 2013 gegründet ist es Ziel des Campus Eastside, ein umfassendes und dennoch individuelles Bildungs- und Freizeitangebot für die Kinder des Umfeldes anzubieten und den Bezug zwischen schulischer und außerschulischer Bildung in die Erfahrungswelt der Kinder und deren Eltern zu integrieren. Hierbei stehen verlässliche Bildungsbiographien ohne entwicklungs-hemmende Brüche und ein enger Kiezbezug im Vordergrund.
Das Netzwerk aus Kita, Schule, freien und kommunalen Trägern und Unternehmen erlaubt den Aus – und Aufbau von (außer-)schulischen Netzwerken und leistet somit einen Beitrag zu einer ausgewogenen Bildungslandschaft in unserem Kiez in Berlin-Friedrichshain.
An der Schule sind die Mittlere Reife, Fachhochschulreife (schulischer Teil) sowie das Abitur nach zwei oder drei Jahren möglich.
Die Gymnasiale Oberstufe beschult im Durchschnitt 250 Schüler.

## Sprachen
Die Schule bietet Unterricht in Englisch, Französisch und Spanisch an.
Seit dem Schuljahr 2014/2015 wird im 7. Jahrgang je eine Klasse mit bilingualem Unterricht in Englisch eingerichtet.

## Kooperationen
Seit 2003 findet das Forstcamp Bogensee in Zusammenarbeit mit dem Projekt Arbeiten und Lernen des Pestalozzi-Fröbel-Hauses statt. Gemeinsam mit der Waldschule Bogensee und dem Forstamt Pankow arbeiten und wohnen die Schüler für jeweils eine Woche in der Revierförsterei Arendsee. Dieses Konzept wird seit 2007 auch von anderen Berliner Schulen des Bezirks Friedrichshain/Kreuzberg übernommen. Seit 2009 wird das Konzept des Dualen Lernens durch die Humboldt-Universität begleitet, seit 2010 stehen Unterkünfte zur ganzjährigen Durchführung zur Verfügung.
Seit 2003 ist die Berliner Energieagentur Partner der Schule in Berufsorientierung und Berufsvorbereitung.